# 2022년 동계 올림픽 스노보드 남자 하프파이프
2022년 동계 올림픽의 스노보드 남자 하프파이프 경기는 2022년 2월 9일과 11일 중화인민공화국 장자커우의 겐팅 스노우 파크에서 진행되었다. 2014년·2018년 동계올림픽 은메달리스트였던 일본의 히라노 아유무 선수가 처음으로 금메달을 차지하였으며, 지난 대회 동메달이었던 오스트레일리아의 스코티 제임스가 은메달을 획득하였다. 동메달은 스위스의 얀 셰러가 차지하였으며, 이번이 개인 올림픽 첫 메달이다.
2006년, 2010년, 2018년 동계올림픽 3관왕 숀 화이트의 디펜딩 챔피언 자리 유지 및 올림픽 4연패 여부에 관심이 높았던 경기로, 특히 경기 전부터 이번 대회를 마지막으로 올림픽 무대에서 은퇴하겠다는 뜻을 밝혀 더욱 의의가 컸다. 경기 결과 화이트는 결승에 진출하였으나 종합순위 4위에 머물러 2014년 대회의 결과를 다시금 맛보게 되었다.
올림픽 직전 2021-22년 FIS 스노보드 월드컵에서 하프파이프 경기는 3차례만 열렸다. 1위는 히라노 아유무, 2위는 히라노 루카, 3위는 얀 셰러였다. 2021년 세계 선수권 대회 챔피언은 도쓰카 유토였으며 스코티 제임스가 2위, 얀 셰러가 3위를 차지했다. 도쓰카는 2019년 동계 엑스게임 슈퍼파이프 우승을 거머쥐었으며, 제임스와 히라노가 각각 2위와 3위를 차지했다.

## 예선
총 25명의 선수가 올림픽에 진출한다. 올림픽 진출을 위해서는 2022년 1월 17일 기준 FIS 포인트 순위에서 최소 50.00점을 확보해야 하며, 2021 년 세계 선수권 대회나 월드컵 대회에서 상위 30위 이내에 들어야 한다. 한 국가당 최대 4명까지 올림픽에 내보낼 수 있다.

## 결과
Q — 본선 진출
상위 12위까지 메달결정전에 진출한다.
| 순위 | 등번호 | 순서 | 선수              | 국가           | 1차   | 2차   | 최고점수 | 주 |
| ---- | ------ | ---- | ----------------- | -------------- | ----- | ----- | -------- | -- |
| 1    | 3      | 1    | 히라노 아유무     | 일본           | 87.25 | 93.25 | 93.25    | Q  |
| 2    | 2      | 4    | 스코티 제임스     | 오스트레일리아 | 88.25 | 91.25 | 91.25    | Q  |
| 3    | 5      | 2    | 히라노 루카       | 일본           | 80.75 | 87.00 | 87.00    | Q  |
| 4    | 9      | 23   | 숀 화이트         | 미국           | 24.25 | 86.25 | 86.25    | Q  |
| 5    | 14     | 9    | 밸런티노 구셀리   | 오스트레일리아 | 31.75 | 85.75 | 85.75    | Q  |
| 6    | 1      | 3    | 도쓰카 유토       | 일본           | 84.50 | 12.00 | 84.50    | Q  |
| 7    | 8      | 20   | 테일러 골드       | 미국           | 81.25 | 83.50 | 83.50    | Q  |
| 8    | 4      | 5    | 얀 셰러           | 스위스         | 73.50 | 79.25 | 79.25    | Q  |
| 9    | 13     | 11   | 히라노 가이슈     | 일본           | 74.75 | 77.25 | 77.25    | Q  |
| 10   | 6      | 16   | 안드레 회플리히   | 독일           | 75.00 | 17.75 | 75.00    | Q  |
| 11   | 7      | 19   | 파트리크 부르크너 | 스위스         | 70.75 | 73.00 | 73.00    | Q  |
| 12   | 11     | 25   | 체이스 조시       | 미국           | 15.75 | 69.50 | 69.50    | Q  |
| 13   | 19     | 15   | 루이 비토         | 이탈리아       | 60.25 | 3.25  | 60.25    |    |
| 14   | 21     | 7    | 구아오            | 중화인민공화국 | 50.25 | 58.50 | 58.50    |    |
| 15   | 16     | 17   | 시머스 오코너     | 아일랜드       | 57.00 | 10.25 | 57.00    |    |
| 16   | 22     | 18   | 판샤오빙          | 중화인민공화국 | 39.00 | 44.00 | 44.00    |    |
| 17   | 12     | 14   | 루카스 포스터     | 미국           | 42.00 | 21.50 | 42.00    |    |
| 18   | 25     | 8    | 이채운            | 대한민국       | 26.00 | 35.00 | 35.00    |    |
| 19   | 23     | 21   | 로렌초 젠네로     | 이탈리아       | 34.75 | 2.00  | 34.75    |    |
| 20   | 17     | 13   | 리암 투르키       | 프랑스         | 25.50 | 11.50 | 25.50    |    |
| 21   | 15     | 22   | 왕쯔양            | 중화인민공화국 | 20.25 | 7.50  | 20.25    |    |
| 22   | 18     | 10   | 티트 슈탄테       | 슬로베니아     | 18.25 | 5.75  | 18.25    |    |
| 23   | 20     | 12   | 리암 길           | 캐나다         | 16.75 | 15.50 | 16.75    |    |
| 24   | 10     | 24   | 다비트 하블뤼첼   | 스위스         | 15.50 | 14.00 | 15.50    |    |
| 25   | 24     | 6    | 가오훙보          | 중화인민공화국 | 15.00 | DNS   | 15.00    |    |

### 결승
| 순위 | 등번호 | 순서 | 선수              | 국가           | 1차   | 2차   | 3차   | 최고점수 | 주 |
| ---- | ------ | ---- | ----------------- | -------------- | ----- | ----- | ----- | -------- | -- |
| 1    | 3      | 12   | 히라노 아유무     | 일본           | 33.75 | 91.75 | 96.00 | 96.00    |    |
| 2    | 2      | 11   | 스코티 제임스     | 오스트레일리아 | 16.50 | 92.50 | 47.75 | 92.50    |    |
| 3    | 4      | 5    | 얀 셰러           | 스위스         | 70.50 | 87.25 | 7.50  | 87.25    |    |
| 4    | 9      | 9    | 숀 화이트         | 미국           | 72.00 | 85.00 | 14.75 | 85.00    |    |
| 5    | 8      | 6    | 테일러 골드       | 미국           | 81.75 | 25.00 | 20.00 | 81.75    |    |
| 6    | 14     | 8    | 밸런티노 구셀리   | 오스트레일리아 | 75.75 | 79.75 | 79.75 | 79.75    |    |
| 7    | 11     | 1    | 체이스 조시       | 미국           | 62.50 | 23.00 | 79.50 | 79.50    |    |
| 8    | 6      | 3    | 안드레 회플리히   | 독일           | 13.25 | 76.00 | 50.00 | 76.00    |    |
| 9    | 13     | 4    | 히라노 가이슈     | 일본           | 75.50 | 37.75 | 15.75 | 75.50    |    |
| 10   | 1      | 7    | 도쓰카 유토       | 일본           | 62.00 | 69.75 | 26.50 | 69.75    |    |
| 11   | 7      | 2    | 파트리크 부르크너 | 스위스         | 54.50 | 5.75  | 69.50 | 69.50    |    |
| 12   | 5      | 10   | 히라노 루카       | 일본           | 13.00 | 11.75 | 9.25  | 13.00    |    |

## 논란
결승전 2차 시도에서 히라노 아유무 선수가 완벽에 가까운 연기를 펼쳤음에도 낮은 점수를 받은 것에 대한 논란이 있었다. 당시 히라노 선수는 "올림픽 무대 최초로 프론트사이드 트리플코크를 근사하게 성공시키는" 연기를 선보였다. 미국 NBC의 토드 리처드 해설위원은 히라노 선수의 연기가 끝나자마자 "오늘 누가 저 연기에 흠잡겠습니까... 98점이겠네요"라며 최고점을 예상했다. 그리고 "여기 하프파이프 경기장을 박살내버렸군요. 어쩌면 어느 누구에게서도 다시는 보지 못할 연기였습니다. 믿을 수 없네요. 급이 다릅니다. 그것도 엄청 큰 격차로. 이 세상을 뛰어넘는 점수를 줄 게 틀림없어요."
하지만 심판단은 예상을 깨고 91.75점을 부여하면서 히라노 선수는 호주의 스코티 제임스 선수에게 밀려 2위를 차지했다. 이를 본 리처드 해설위원은 "네? 잘못된 거 아닌가요? 말도 안돼, 말도 안돼. 91.75점? ...걱정은 했지만 심판의 신뢰도가 사라질 수밖에 없어요"라며 판정에 분노했다. 이어 "이런 일이 벌어진 것조차 믿기 힘드네요. 정말이지 솔직히 말해서 희롱하는 것 같아요. 저 지금 너무 화가 나요. 지금 날강도가 들었는데 여기 경찰 좀 불러주시죠"라 덧붙였다.
경기 해설위원이 격노했을 만큼 논란의 여지가 컸던 판정이었기에, 인터넷에서도 뜨겁게 비화되어 '트리플게이트' (triple-gate)라는 신조어까지 생겨났다. 엑스 게임 은메달리스트 니코 랜데로스는 자신의 트위터에서 "그냥 뺏겼네요... 올림픽에서 이런 일이 일어나선 안 되는데... 정말 창피하군요"란 트윗을 남겼다. 결과적으로 히라노 선수는 3차 시도에서 트리플코크와 1440도 회전을 다시 시도하여 96.00점을 받아 금메달을 차지하게 되었다.